# 101 Єлена
101 Єлена — астероїд головного поясу, відкритий 15 серпня 1868 року американським астрономом Дж. К. Уотсоном в Детройтській обсерваторії, США. Астероїд названий на честь Єлени Троянської, ім'я походить з давньогрецької міфології.
Належить до астероїдів класу S, тобто має кам'яну (кремнієву) природу. Тіссеранів параметр щодо Юпітера — 3,388.

Анімований рух астероїда